# Codex Vaticanus Graecus 2061
Der Codex Vaticanus 2061 (Gregory-Aland Nr. 048; von Soden α 1) ist eine griechische Handschrift des Neuen Testaments, die auf das 5. Jahrhundert datiert wird. Früher trug sie die Bezeichnung Codex Basilianus 100, noch früher Codex Patriniensis 27.

## Beschreibung
Die Handschrift umfasst nahezu die gesamte Apostelgeschichte, Katholische Briefe, Paulusbriefe auf 21 Pergamentblättern (von original 316). Sie hat ein Format von 30 × 27 cm. Der Text steht in drei Spalten mit 40–41 Zeilen und 12–15 Buchstaben pro Zeile. Die Buchstaben sind einfach rund und quadratisch. Spiritus asper, Spiritus lenis und Akzente scheinen zu fehlen. Euthalian apparatus fehlen auch.
Die Handschrift ist ein zweimal überschriebener Palimpsest. Der Bibeltext wurde zuerst überschrieben mit Homilien des Johannes Chrysostomus: in lotionem pedum; in sanctum Sabbatam; de proditone Iudae; in sanctum Thoma; in ascensionem. Ein weiteres Mal wurde er überschrieben mit Texten von Gregor von Nazianz.

## Text
Der griechische Text des Codex repräsentiert den Alexandrinischen Texttyp. Es wird der Kategorie II zugeordnet. Die Handschrift ist nahe am Codex Alexandrinus.

## Geschichte
Am Ende des 17. Jahrhunderts wurde die Handschrift in dem Kloster der heiligen Maria von Patire bei Rossano in Kalabrien aufbewahrt.
Der Codex wird in der Vatikanischen Apostolischen Bibliothek (Gr. 2061) in Rom aufbewahrt.